# Dècada del 900

## Esdeveniments
- La població mundial assoleix els 240 milions
- Incursions dels vikings a la Mediterrània i a Anglaterra
- Introducció del molí de vent a Espanya
- Les Illes Balears passen a domini àrab
- Destrucció de Chang'an, capital de la Dinastia Tang i ciutat més gran del món antic
- La dinastia Chola domina la part del sud de l'Índia portant la pau a la regió durant segles
- Fundació de l'abadia de Cluny
- Inici de la dinastia fatimita a Egipte
- 906 Batalla de Fritzlar pel domini de Franconia.

## Personatges destacats
- Alfons III d'Astúries
- Benet IV
- Papa Lleó V
- Sanç I de Navarra
- Sergi III